# The Black Spider (phim 1920)
The Black Spider là một bộ phim câm bí ẩn của Anh sản xuất vào năm 1920 do William Humphrey đạo diễn. Bộ phim cũng có sự tham gia của Mary Clare, Bertram Burleigh và Ronald Colman. Đây là bản chuyển thể từ tiểu thuyết cùng tên năm 1911.

## Kịch bản
Một loạt vụ cướp đã được thực hiện nhắm vào những cư dân giàu có của Monaco bởi một tên trộm được mệnh danh là "Người nhện đen". Một người phụ nữ trẻ đánh cắp đồ trang sức của dì mình như một trò đùa, giả làm Nhện đen, nhưng một thám tử sau đó đã sớm lần ra dấu vết của cô ấy.

## Diễn viên
- Mary Clare vai Angela Brentwood
- Lydia Kyasht vai Angela Carfour
- Bertram Burleigh vai Archie Lowndes
- Sam Livesey vai Reggie Cosway
- Robert Corbins vai Archie Lowndes
- Ronald Colman vai Vicomte de Beaurais
- Betty Hall vai Irene Carfour
- Hayden Coffin vai Lord Carfour
- Adeline Hayden Coffin vai Lady Carfour
- Dorothy Cecil vai Marjorie West